# Rejencja dzierżoniowska

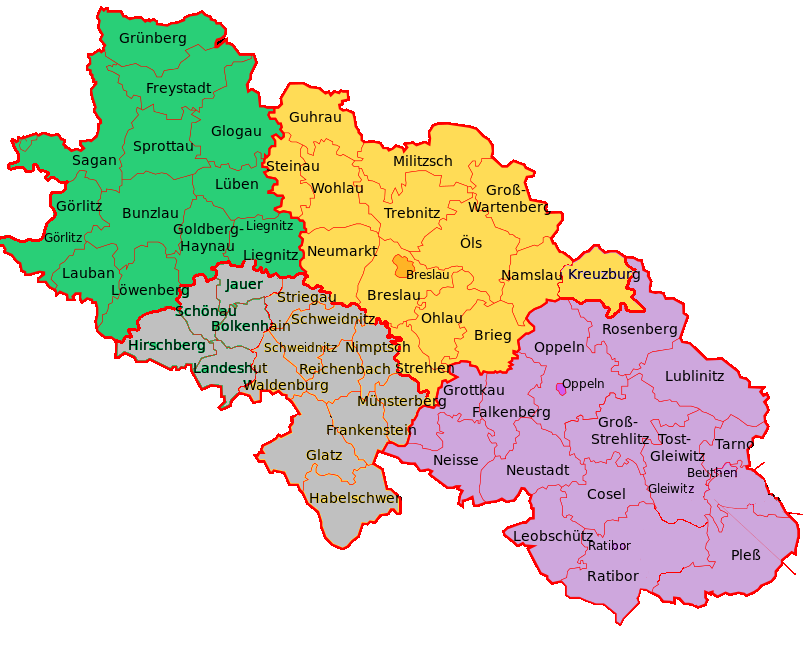
Mapa prowincji śląskiej w 1815 r.

Rejencja dzierżoniowska (niem. Regierungsbezirk Reichenbach) – jednostka nowego podziału administracyjnego Prus, istniejąca w latach 1815–1820. Została utworzona na mocy edyktu z 30 kwietnia 1815 r. i zlikwidowana 1 maja 1820 r.
Rejencja obejmowała początkowo 14 powiatów, które później zostały podzielone między dwie inne rejencje:
- wrocławską:
  - Dzierżoniów (Rychbach, niem. Reichenbach)
  - Ząbkowice Śląskie (Frankenstein)
  - Kłodzko (Glatz)
  - Bystrzyca Kłodzka (Habelschwerdt)
  - Ziębice (Münsterberg)
  - Niemcza (Nimptsch)
  - Świdnica (Schweidnitz)
  - Strzegom (Striegau)
  - Wałbrzych (Waldenburg)
- legnicką:
  - Bolków (Bolkenhain)
  - Jelenia Góra (Hirschberg)
  - Jawor (Jauer)
  - Kamienna Góra (Landeshut)
  - Świerzawa (Schönau)